# Two-Gun Kid
The Two-Gun Kid (Defensor Mascarado) é um cowboy fictício dos quadrinhos da Marvel Comics. Seu nome veio da característica de sempre carregar um par de revólveres na cintura. O primeiro Two-Gun Kid (Clay Harder), apareceu em Two-Gun Kid #1 (1948) com desenhos de Syd Shores. Nessa fase ele foi chamado no Brasil de Bill Dinamite quando da publicação de suas histórias pela RGE. O segundo (Matt Liebowicz, apelido "Matt Hawk", conhecido como "Defensor Mascarado" no Brasil (Editora Abril) ou Kid Ducolt (Ebal)), surgiu em Two-Gun Kid #60 (1962) e passou a adotar uma máscara parecida com a do Lone Ranger. Foi criado por Stan Lee e Jack Kirby. Como Matt, o personagem foi introduzido no chamado Universo Marvel, aparecendo em algumas aventuras com os super-heróis e também com os outros heróis de western da Editora: Rawhide Kid (Billy Blue), Kid Colt e Cavaleiro Fantasma (Phantom Rider).

## História
Matt Liebowicz era um advogado em Boston, Massachusetts que se inspirou nas aventuras do primeiro "Two-Gun Kid", transformado em personagem de ficção na nova versão. Treinou com o pistoleiro Ben Dancer, antes de assumir as novas identidades de "Matt Hawk" e "Two-Gun Kid". Seu cavalo é o Cyclone, e seu parceiro "Boom Boom" Brown. Na sua primeira aventura ele encontra um alienígena, e depois enfrenta alguns super-vilões. Em outra aventura, ele viajou no tempo e se juntou aos Vingadores. Foi parceiro do Gavião Arqueiro em outras histórias de viagem no tempo.

### Outras versões
Na série The Two-Gun Kid: Sunset Riders foi revelado que Kid era casado, mas sua esposa morreu quando deu à luz seu filho; nesta série Kid usa armas modernas que trouxe do futuro. Em outra mini-série, Blaze of Glory, ele aparece como pistoleiro aposentado, voltando ao trabalho de advogado e usando o nome de Clay Harder. Ao retornar a ação, convencido por Rawhide Kid, ele morre numa luta contra os mercenários racistas Nightriders.

### Guerra Civil
Jennifer Walters (a Mulher-Hulk) encontra Two-Gun Kid numa aventura fora da continuidade do Universo Marvel. Em Guerra Civil, Mulher-Hulk e Kid enfrentam super-vilões.